# 大牟田市立みなと小学校
大牟田市立みなと小学校（おおむたしりつみなとしょうがっこう）は、福岡県大牟田市に所在する公立小学校。

## 所在地
- 福岡県大牟田市上屋敷町2丁目3番地1

## 沿革
- 2006（平成18）年
  - 4月 - 大牟田市立三川小学校・大牟田市立三里小学校の統廃合により、旧三川小学校跡地に開校
  - 5月
    - 開校記念式典が行われる
    - 福岡県教育センター指定課題調査研究協力校（１年次）になる

  - 12月 - 校舎増築部分完成
- 2007（平成19）年
  - 3月 - 福岡県教育文化表彰受賞
  - 4月
    - 特別支援学級（情緒）開設
    - 福岡県教育センター指定課題調査研究協力校（２年次）になる
- 2008（平成20）年
  - 3月 - 体育館落成式典・学習発表会が行われる
  - 4月 - 大牟田市教育委員会研究指定校(一年次)になる
  - 8月 - 大規模改修工事終了
- 2009（平成21）年9月 - 観察池新設
- 2010（平成22）年
  - 1月 - 福岡県小学校児童画作品展、学校賞受賞
  - 5月 - みなと小学校開校五周年記念集会・学校開校
  - 11月
    - 大牟田市教育委員会研究指定される
    - 委嘱校（国語科）研究発表会が行われる
- 2011（平成23）年5月 - 「交通事故をなくす福岡県民運動」優良賞受賞
- 2012（平成24）年
  - 1月 - ユネスコスクール加盟
  - 8月 - 運動場東側防球ネットを設置する
- 2015（平成27）年4月 - 福岡県減災教育プログラム研究指定
- 2016（平成28）年4月 - 海洋教育推進モデル校指定
- 2017（平成29）年4月 - 海洋教育パイオニアスクール指定（1年次）
- 2018（平成30）年
  - 2月 - 第５回全国海洋教育サミット（東京大学）　ポスターセッション児童発表
  - 4月 - 海洋教育パイオニアスクール指定（２年次）
- 2019（平成31）年
  - 2月 - 第６回全国海洋教育サミット（東京大学）　ポスターセッション児童発表
  - 4月 - 海洋教育パイオニアスクール指定（３年次）
- 2020（令和2）年 4月 - 防犯カメラ設置
- 2021（令和3）年
  - 1月 - 第６８回福岡県小学校児童画作品展　学校賞受賞
  - 2月 - 第７回全国海洋教育サミット（東京大学）　ポスターセッション児童発表
  - 4月 - 海洋教育パイオニアスクール指定（３年次）

## 通学区域
- 三里（みさと）町1～3丁目
- 四山（よつやま）町
- 浪花（なにわ）町
- 早米来（ぞうめき）町1・2丁目
- 新港（しんこう）町の一部
- 南船津（みなみふなつ）町1～4丁目
- 天領（てんりょう）町3丁目
- 樋口（ひぐち）町
- 姫島（ひめしま）町
- 加納（かのう）町1・2丁目
- 西港（にしみなと）町2丁目の一部
- 高砂（たかさご）町
- 三川（みかわ）町2～5丁目
- 船津（ふなつ）町
- 船津町1・2丁目
- 上屋敷（かみやしき）町1・2丁目
- 汐屋（しおや）町
- 入船（いりふね）町
- 藤田（ふじた）町の一部[1]

## 周辺
- 国道208号
- 国道389号
- 有明海沿岸道路 - 三池港IC
- 福岡県道736号三池港線
- 福岡県道787号勝立三川線
- 三池港